# کاترینا آبت
کاترینا ابت (متولد کاترینا ابت مایر؛ زاده ۶ ژوئن ۱۹۶۷ در مونیخ) یک هنرپیشه آلمانی است.

## زندگی
کاترینا ابت دختر خواننده فقید جودیت ابت است. او در مونیخ به دنیا آمد و در آنجا بزرگ شد. در دوران مدرسه شروع به اولین تجربیات خود در مقابل دوربین کرد. از سال ۱۹۸۸ تا ۱۹۹۱ در مدرسه درام در بوخوم شرکت کرد. او همزمان با مایکل کسلر و آندریاس نیکل تحصیل کرد.
او اولین بازی خود را در تئاتر دورتموند ارائه داد، سپس از سال ۱۹۹۳ تا ۱۹۹۷ به خانه تئاتر زوریخ رفت. هنگامی که همسر او دانیل کاراسک، در سال ۱۹۹۷ مدیر تئاتر ویسبادن شد، کاترینا آبت همراه او به ویسبادن نقل مکان کرد.
او به صورت آزاد برای صحنه و به‌طور فزاینده ای برای تلویزیون کار می‌کند. ابت در اواخر دهه ۱۹۸۰ در چند فیلم ظاهر شد و از آن زمان تاکنون چندین نقش مهم در تئاتر و تلویزیون را همزمان بازی کرده‌است. او بخشی از بازیگران ثابت سریال آلبرتیس و فیل - قتل هرگز منقضی نمی‌شود را بازی کرد. از سال ۲۰۱۶ تا ۲۰۲۰ در سریال پلیس‌های رزنهایم در نقش ورنا دانر ایفای نقش نمود. در سال ۲۰۲۰ پس از چهار سال بازی در این سریال آنرا ترک کرد.
ابت از اوایل دهه ۲۰۰۰ در هامبورگ زندگی می‌کرد. او به عنوان خواننده و هنرپیشه موسیقی نزد چندین معلم آواز آموزش دید. او به همراه دانیل کاراسک نمایشنامه‌هایی را از انگلیسی به آلمانی ترجمه می‌کند.

## فیلم‌شناسی

### تلویزیون
- 1985: یک مورد برای دو نفر - کلاه قرمزی
- ۱۹۸۵: همه چیز پالتی
- ۱۹۸۸: قرارداد
- ۱۹۸۸: درمانگاه جنگل سیاه (قسمت‌های ۵۴/۵۵)
- ۱۹۸۸: آرسن لوپین
- ۱۹۸۸: درک - مجموعه ای از روزهای خوب
- ۱۹۸۸: انسان چقدر به عشق نیاز دارد
- ۱۹۸۸: بازرسی پلیس ۱ - حرکت
- ۱۹۸۹: صحنه جنایت: جدید
- ۱۹۹۰: پرونده ای برای دو نفر - مدونا
- ۱۹۹۱: محقق
- ۱۹۹۲: مردان از K3 - یک آخر هفته طولانی
- ۱۹۹۲: صحنه جنایت: نابخشودنی
- ۱۹۹۳: شب نیمه تابستان
- ۱۹۹۵: صحنه جنایت: آسفالت خونین
- ۱۹۹۸: گاو نر از تولز: مرگ مرد کاهی
- ۱۹۹۸: خانواده ام را از من دزدیدی
- ۱۹۹۸: پزشکان - امید برای جولیا
- ۱۹۹۹: جت - زندگی در حد
- ۲۰۰۰: به نام قانون - ناخواسته
- ۲۰۰۱–۲۰۰۲: دوستان
- ۲۰۰۱: ویلسبرگ و تیراندازی در سپیده دم
- ۲۰۰۲: پلیس روزنهایم - قماربازان روزنهایم
- ۲۰۰۲: صحنه جنایت: مرگ شیرین
- ۲۰۰۳: سوکو لایپزیگ – بیوه
- ۲۰۰۳–۲۰۰۴: آلبرتیس
- ۲۰۰۶: مردگان از دایک
- ۲۰۰۶–۲۰۰۹: گاو نر از Tölz
- ۲۰۰۶: کاترین کبیر (مستند)
- ۲۰۰۷: دادستان - بچه‌های خوش شانس
- ۲۰۰۷: افسون
- ۲۰۰۸: زنگ هشدار برای کبرا ۱۱ - پلیس اتوبان - تحت فشار
- ۲۰۰۹: لیلی شوناور: بازگشت به خانه به سوی خوشبختی
- ۲۰۱۰: دنیا را متوقف کنید
- ۲۰۱۰: کمیسیون در آفریقا
- ۲۰۱۰–۲۰۱۱: خانواده دکتر چسب
- ۲۰۱۱: ویلزبرگ: گوشت تازه
- ۲۰۱۱: The Old One - Deadly Investigation
- ۲۰۱۱: موش‌ها و دروغ‌ها
- ۲۰۱۲: روباه پیر - به شدت
- ۲۰۱۲: شکار طلای سفید
- ۲۰۱۲: کشتی رؤیایی - سنگاپور / بینتان
- ۲۰۱۳: پلیس روزنهایم - یک برکه، یک قورباغه، یک قتل
- ۲۰۱۴: چوب شور برای قابلمه
- ۲۰۱۴: تماس اضطراری لبه بندر - گردان عمور
- ۲۰۱۵: تماس اضطراری در لبه بندر - هانس خوشبخت
- 2015: دلشکسته - پدر چهار پسر - شجاعت مدنی
- ۲۰۱۶: لبه بندر اضطراری - کریستال
- ۲۰۱۶: لبه بندرگاه اضطراری - خلاف ساعت
- ۲۰۱۶–۲۰۲۰: پلیس روزنهایم
- ۲۰۱۷: در تمام دوستی - پزشکان جوان - هرکس جرات کند برنده است
- ۲۰۱۹: روزاموند پیلچر: پسر عموی من، عشق و من
- ۲۰۱۹: طلاق برای مبتدیان
- ۲۰۱۹: در تمام دوستی - هایدی وحشی
- ۲۰۱۹: هوبرت بدون استالر - بارتمایستر
- ۲۰۲۰: پلیس‌های بازنشسته: هر روز مهم است! - بیگانگان!
- ۲۰۲۱: واتزمن در مورد شیرزنان تحقیق می‌کند
- ۲۰۲۱: دانه‌های فلفل - بشکه‌های سمی

### سینما
- ۱۹۸۹: آدریان و رومیان
- ۱۹۹۱: قلب در دست
- ۱۹۹۱: فرزندان برونشتاین
- ۱۹۹۲: کوسه‌های کوچک
- ۱۹۹۲: منحنی شمال
- ۱۹۹۹: دریاهای جنوبی، جزیره شخصی
- ۲۰۱۲: در میان زنان

## تئاتر
- ۱۹۹۱–۱۹۹۲: خانه نمایش بوخوم
- ۱۹۹۲–۱۹۹۳: تئاتر دورتموند
- ۱۹۹۳–۱۹۹۷: خانه نمایش زوریخ
- ۱۹۹۶–۱۹۹۷: تئاتر بازل
- ۱۹۹۸–۱۹۹۹: تئاتر ملی مونیخ
- ۲۰۰۰: خانه نمایش زوریخ
- ۲۰۰۱: تئاتر دولتی هسین ویسبادن (نامزدی مهمان)
- ۲۰۰۳: تئاتر فرایبورگ (نامزدی مهمان)
- ۲۰۰۶–۲۰۱۶: تئاتر کیل (نامزدی مهمان)
- ۲۰۰۶–۲۰۱۱: خانه نمایش دوسلدورف
- ۲۰۱۱–۲۰۲۱: تئاتر کیل (نامزدی مهمان)
- ۲۰۱۴–۲۰۱۶: تضادهای تئاتر، هامبورگ
- ۲۰۱۶: تئاتر آلتونا
- ۲۰۱۸–۲۰۱۹: تئاتر دولتی دارمشتات
- ۲۰۲۰: کمدی در لایریشه هف
- ۲۰۲۱: تئاتر ارنست دویچ، هامبورگ

## نمایشنامه‌های رادیویی (انتخابی)
- ۲۰۱۹: توماس فریتز: توتر وینکل (جورجی) – کارگردان: اولریش لامپس (Crime Radio Play, NDR)

## جوایز
- ۲۰۱۵: جایزه رولف مارس برای بازی در نقش سیلویا در کسپر هویزا مئا در تئاتر کنتراسته در ویتنبورگ

## ادبیات
- ویلهلم کوش (ed.): واژگان تئاتر آلمان. جلد تکمیلی، قسمت ۱. الف – ف. صفحه ۲. دی گرویتر، برلین [و همکاران] 2013. شابک ۹۷۸-۳-۱۱-۰۲۸۴۶۰-۷. (از طریق De Gruyter Online قابل دسترسی است).
- Andreas Kotte, ed. (2005). "Katharina Abt". Theaterlexikon der Schweiz (TLS) / Dictionnaire du théâtre en Suisse (DTS) / Dizionario Teatrale Svizzero / Lexicon da teater svizzer [Theater Dictionary of Switzerland]. Vol. 1. Zürich: Chronos. p. 25. ISBN 978-3-0340-0715-3. LCCN 2007423414. OCLC 62309181.